# Bert Vink
Lambertus Willem (Bert) Vink (Vlissingen, 29 maart 1901 – Soest, 19 mei 1981) was een Nederlands biljarter. Hij nam in seizoen 1927–1928 deel aan het nationale kampioenschap driebanden in de ereklasse.

## Titel
- Nederlands kampioen (1x):

Ankerkader 45/2: 3e klasse 1927–1928

## Deelname aan Nederlandse kampioenschappen in de Ereklasse
| Nr. | Kampioenschap        | Plaats   | Klassering | Alg. gemiddelde |
| --- | -------------------- | -------- | ---------- | --------------- |
| 1.  | Driebanden 1927–1928 | Den Haag | 5e         | 0,446           |